# Martin Guzík
Martin Guzík (* 7. April 1974) ist ein ehemaliger tschechischer Fußballspieler.

## Karriere
In seiner Heimat spielte der junge Nachwuchsstürmer zunächst für den Erstligisten SK České Budějovice. Die Premierensaison der eigenständigen tschechischen Liga 1993/94 beendete Guzík mit seinem Verein und neben Mitspielern wie Karel Poborský und Karel Vácha überraschend auf dem sechsten Tabellenplatz. Zur Saison 1994/95 wechselte der 30-malige Junioren-Nationalspieler zum Ligakonkurrenten SK Sigma Olomouc. Vom Europapokalteilnehmer aus Olmütz wechselte Martin Guzík dann im Sommer 1996 nach Deutschland und schloss sich dem 1. FC Bocholt an, der in der drittklassigen Regionalliga West/Südwest spielte. Nach dem Abstieg des Klubs 1997 wechselte Guzik zum Schweizer Erstligisten FC Zürich. Es folgten kurze Vereinsstationen beim FC Baden, FC Schaffhausen sowie dem FC Chiasso. In der Saison 1999/2000 – zurück in Deutschland – wechselte Martin Guzik in die Regionalliga West/Südwest zum KFC Uerdingen 05. 2000/01 spielte er für Alemannia Aachen in der zweiten Bundesliga. Sein Ligadebüt feierte er am 2. Spieltag beim Aachener 4:1-Sieg gegen den SSV Reutlingen, wobei Guzik gleich ein Tor zum 2:0 gelang. Insgesamt kam er für die Alemannia in sechs Einsätzen auf zwei Tore. 2001 wechselte der Stürmer zunächst zurück zu seinem früheren Verein 1. FC Bocholt in die Oberliga Nordrhein und schloss sich wenig später dem norddeutschen Oberligisten VfB Oldenburg an. 2003 wechselte Guzik in seine tschechische Heimat zurück und spielte in der drittklassigen MSF-Liga für HFK Olomouc sowie für SK Hanácká Slavia Kroměříž und FK Humpolec.